# Csaja (Léna)
A Csaja  (oroszul: Чая) folyó Oroszország ázsiai részén, Burjátföldön és az Irkutszki területen; a Léna jobb oldali mellékfolyója.

## Földrajz
Hossza: 353 km, vízgyűjtő területe: 11 400 km².
A Felső-angarai-hegységben, a Bajkál-tótól kb. 80 km-re északkeletre ered. Zömmel az Észak-bajkáli-felföldön folyik északnyugati irányba. 
Főként esővíz táplálja, magasvize május–szeptember között van. A folyó mentén alig van település, partjait főként vörösfenyőből, ritkábban erdei- és lucfenyőből álló fenyvesek borítják.